# Pefloxacină
Pefloxacina este un antibiotic din clasa fluorochinolonelor, care este utilizată în tratamentul infecțiilor bacteriene (uretrită gonococică).
Molecula a fost dezvoltată în anul 1979 și a fost aprobată pentru uz medical în Franța în anul 1985.